# 7881 Schieferdecker
7881 Schieferdecker è un asteroide della fascia principale. Scoperto nel 1992, presenta un'orbita caratterizzata da un semiasse maggiore pari a 2,9360923 UA e da un'eccentricità di 0,1159073, inclinata di 2,79202° rispetto all'eclittica.